# Закгейм, Давид Соломонович
Давид Соломонович Закгейм (1895—1918) — делегат 2-го Всероссийского съезда Советов, председатель исполкома Ярославского городского Совета рабочих и солдатских депутатов.

## Биография
С 28 октября 1917 года — председатель военно-революционного комитета Ярославля. С февраля по июль 1918 года — председатель исполкома Ярославского городского Совета рабочих и солдатских депутатов.
Во время Ярославского мятежа восставшие ворвались в гостиницу «Бристоль» и устроили самосуд, убив С. М. Нахимсона. Д. С. Закгейм был убит в своей квартире. Основная же часть большевиков, состоявших в руководстве Ярославля, была арестована и вывезена на барже на середину Волги и поставлена на якорь. Эта «баржа смерти» как называли её в советские времена стояла посреди Волги почти всё время мятежа.

## Память
- Улица Закгейма